# Andrew Rutherford, 1. Earl of Teviot
Andrew Rutherford, 1. Earl of Teviot (auch Rutherfurd, † 4. Mai 1664 in Tanger), war ein schottischer Heeresoffizier.

## Leben
Er entstammte einer Nebenlinie des Clan Rutherford und war der fünfte und jüngste Sohn des Edinburgher Kaufmanns William Rutherfurd († 1624), Gutsherr von Wrightslands und Easter and Wester Quarrelholes in Restalrig bei Edinburgh, aus dessen Ehe mit Isobel Stewart, Tochter des James Stewart († 1606), 6. Laird of Traquair. 
Er besuchte die Universität Edinburgh, schlug jedoch schon früh für eine militärische Laufbahn ein und nutzte das Netzwerk der bereits in französischen Diensten stehenden Schotten, um dem 1642 neu gegründeten Regiment der Gardes Ecossaises unter dem Colonel James Campbell, 1. Earl of Irvine (um 1610–1645), beizutreten. Rutherford zeichnete sich im Französisch-Spanischen Krieg (1635–1659) bei der Belagerung von Thionville 1643 und der Schlacht bei Lens 1648 aus. Während der Bürgerkriege der Fronde blieb er der französischen Krone treu und diente einen Großteil der 1650er Jahre unter dem Kommando von Maréchal Turenne. Infolgedessen stand er in regelmäßigem Kontakt mit Prinz James Stuart, 1. Duke of York, der ebenfalls im von Turenne befehligten Armeekorps diente, bis die Stuarts 1656 ihr Bündnis auf den König von Spanien verlagerten. Nach Campbells Tod 1645 und mit der Unterstützung von Jacques d’Etampes, Marquis de La Ferté-Imbault, Colonel général der Gardes Ecossaises, übernahm Rutherford das Amt des Colonels, das er bis zum französisch-spanischen Pyrenäenfrieden 1659 innehatte. Obwohl das Regiment der Gardes Ecossaises erst 1662 offiziell aufgelöst wurde, wurde es nach dem Pyrenäenfrieden einer grundlegenden Neustrukturierung seiner effektiven Stärke unterzogen, und Rutherford kehrte 1660 nach Schottland zurück.
Trotz seiner Verbindung mit dem Militärbündnis zwischen Frankreich und dem Commonwealth unter Oliver Cromwell scheint er keine Schwierigkeiten gehabt zu haben, die Gunst des Restaurationsregimes zu gewinnen. Am 10. Januar 1661 verlieh ihm König Karl II. die schottische Peerwürde eines Lord Rutherford, mit dem Recht seinen Nachfolger selbst zu ernennen. Dieses Recht war besonders bedeutsam, da Rutherford zwar 1651 in Frankreich Susanna de Melville geheiratet hatte (die ihn schließlich überlebte), aus der Ehe jedoch keine Kinder hervorgegangen waren. Im März 1661 ernannte Karl II. Rutherford zum Nachfolger von Sir William Lockhart als Gouverneur von Dünkirchen. Am 2. Februar 1663 erhob ihn der König zum Earl of Teviot, allerdings war die Nachfolge auf leibliche männliche Nachkommen beschränkt. Dünkirchen wurde im Oktober 1662 an Ludwig XIV. verkauft und im April 1663 wurde Rutherford als Gouverneur nach Tanger versetzt und übernahm dort die Nachfolge von Vice-Admiral Henry Mordaunt, 2. Earl of Peterborough. In Tanger war er auch Colonel je eines englischen Infanterie- und Kavallerie-Regiments der dortigen Garnison, die nach ihm Teviot’s Regiment of Foot und Teviot’s Regiment of Horse genannt wurden.
Lord Teviots Amtszeit als Gouverneur von Tanger war geprägt von Bemühungen, die Befestigungen zu verbessern, und einer Reihe von Scharmützeln gegen die umliegende maurische Bevölkerung. Am 4. Mai 1664 wurden Rutherford, etwa vierhundert Soldaten und die meisten seiner Garnisonsoffiziere bei einem maurischen Hinterhalt etwa anderthalb Meilen außerhalb der Stadt getötet. Sein Nachfolger als Gouverneur wurde John Belasyse, 1. Baron Belasyse. Da er kinderlos blieb, erlosch das Earldom Teviot mit Rutherfords Tod, doch hatte er bereits im Dezember 1663 in seinem Testament die Übertragung seiner Ländereien und übrigen Titel an seinen entfernten Verwandten Thomas Rutherford of Hunthill († 1668) vorgesehen, der am 16. Dezember 1665 als 2. Lord Rutherford bestätigt wurde.